# Serhat
Serhat, pseudonimo di Ahmet Serhat Hacıpaşalıoğlu (Istanbul, 24 ottobre 1964), è un cantante, produttore discografico e conduttore televisivo turco.
Ha rappresentato due volte San Marino all'Eurovision Song Contest: nel 2016 a Stoccolma con il brano I Didn't Know (12º in semifinale), e nel 2019 a Tel Aviv con Say Na Na Na, con cui è arrivato in finale classificandosi 19º su 26 partecipanti.

## Biografia

### Infanzia e istruzione
Serhat nasce a Istanbul il 24 ottobre 1964. Suo padre, İsmail Hakkı, è un ufficiale navale nato a Trebisonda, città di origine anche della madre. Frequenta la scuola media a İcadiye, Üsküdar e le scuole superiori presso la Deutsche Schule Istanbul di Beyoğlu, Istanbul. Si laurea presso la Facoltà di Odontoiatria all'Università di Istanbul nel 1988, svolgendo due mesi di servizio militare obbligatorio a Burdur.

## Carriera

### Televisione ed eventi
Nel 1994 Serhat crea la sua compagnia di produzione, la End Productions. Grazie ad un accordo di collaborazione con la TRT, la End Productions diventa la ditta produttrice del quiz show Riziko!, versione turca del quiz americano Jeopardy! (in Italia è il celebre Rischiatutto) e Serhat, oltre a ricoprire il ruolo di produttore, è anche il presentatore dello spettacolo che va in onda dal 3 ottobre 1994. Nel 1995 riceve due premi Golden Butterfly (in turco: Altın Kelebek), uno come "Miglior Presentatore TV Maschile dell'anno" e uno come "Miglior Quiz dell'anno" per Riziko!. 1996 riceve un secondo premio per il Miglior Quiz dell'anno. La trasmissione televisiva dura per 430 puntate e si conclude nel 1996. End Productions produce nel 1997 un nuovo game show, Hedef 4, versione turca di Connect Four (in Italia Forza 4). Sempre nel 1997 Serhat inizia a produrre il game show Altına Hücum, versione turca di Midas Touch per l'emittente Kanal 6, che termina lo stesso anno dopo 72 puntate. Nel 1998 Riziko! torna in TV trasmesso da Kanal 7, con la conduzione di Serhat, fino al 1999. Nello stesso anno Serhat è il mattatore di sei puntate del talk show di Kanal 7 Serhat'la Rizikosuz. Dopo pochi mesi, nel 2000, Riziko! ritorna in TV su Kanal 7 per 65 puntate. Nel settembre 2005 Serhat conduce con Katerina Moutsatsou lo Show TV Kalimerhaba, una nuova produzione di End Productions. Alla fine del 2009 Serhat crea l'orchestra dance "Caprice the Show", formata da 18 musicisti, che si esibisce in numerose performance negli anni successivi.
Con la End Productions, Serhat organizza molti eventi annuali tra cui il concorso High Schools Music Contest (Liselerarası Müzik Yarışması, dal 1998 e ancora in attività), ed il festival musicale internazionale Megahit-International Mediterranean Song Contest (Megahit-Uluslararası Akdeniz Şarkı Yarışması, dal 1998 e ancora in attività) e la Dance Marathon (Dans Maratonu, una gara di ballo tra scuole superiori e università, dal 2009 e ancora in attività).

### Musica
Serhat inizia la sua carriera nel mondo della musica nel 1997, col doppio singolo Rüya e Ben Bir Daha. Nel 2004 realizza il secondo singolo, Total Disguise, in duetto con la cantante francese Viktor Lazlo. Il testo e la musica del brano sono composti da Olcayto Ahmet Tuğsuz e la canzone viene interpretata sia in inglese che in francese. Il cd singolo contiene diverse versioni remix del brano. Nel 2005 incide il brano "Chocolate Flavour" e la canzone esce come singolo in Grecia insieme a Total Disguise. Nel 2008 collabora con la cantante russa/georgiana Tamara Gverdtsiteli incidendo I Was So Lonely, No No Never (Moskow-Istanbul) e Ya + Ti, versione russa della canzone Total Disguise. I tre brani escono in un cd singolo e vengono inseriti anche nell'album Vozdushiy Potsyelui (2008) di Tamara Gverdtsiteli.
Nel 2014 Serhat inizia a collaborare in Francia e in Germania. Realizza il suo quinto singolo, una canzone francese dal titolo Je m'adore il cui videoclip, realizzato a Parigi, viene diretto da Thierry Vergnes. Il brano raggiunge il primo posto nella classifica DJ Black/Pop Charts della Germania (mantenendo la prima posizione per 5 settimane consecutive), la prima posizione nella classifica Black 30, la posizione n. 2 nelle classifiche dance britanniche, la posizione n. 8 nelle classifiche dance francesi e la posizione n. 9 nelle classifiche dance svizzere.
Serhat è stato scelto dalla San Marino RTV come rappresentante della Repubblica di San Marino all'edizione del 2016 dell'Eurovision Song Contest con la canzone I Didn't Know. Il 10 maggio 2016 si è esibito durante la semifinale dell'Eurovision e non è riuscito a qualificarsi per la finale, finendo al 12º posto. Il 2 novembre 2017, la versione disco di I Didn't Know in duetto con Martha Wash, che è stata riarrangiata dal musicista svedese Johan Bejerholm, fu rilasciata come singolo, insieme ad un nuovo video musicale. Il brano è entrato dal 47º posto nella classifica della Dance Club Songs degli Stati Uniti e ha raggiunto la sua più alta posizione, il 25º posto, nella sua quarta settimana nella classifica. Così, Serhat divenne il primo cantante turco ad apparire nella classifica. Una nuova versione di "Total Disguise" in duetto con Helena Paparizou fu pubblicata il 22 giugno 2018 da CAP-Sounds. Il video musicale è stato pubblicato il 14 settembre.
Il 21 gennaio 2019 San Marino RTV ha annunciato che Serhat avrebbe nuovamente rappresentato San Marino all'Eurovision Song Contest 2019 a Tel Aviv; nella stessa data, Serhat ha annunciato l'uscita imminente, maggio 2019, del suo primo album in studio That's How I Feel. Con il brano Say Na Na Na ha conquistato l'8º posto in semifinale con 150 punti vale la finale, la seconda nella storia del Titano. Qui si è classificato 19º su 26 partecipanti con 77 punti totalizzati, di cui 65 dal televoto (il 10º più votato) e 12 dalle giurie.

### Altre attività
Dal 2010 Serhat è il presidente dell'associazione Verein der Ehemaligen Schüler der Deutschen Schule Istanbul (İstanbul Alman Liseliler Derneği) e dal 2013 è membro dell' Verein zum Betrieb der Deutschen Schule Istanbul (İstanbul Özel Alman Lisesi İdare Derneği).

## Discografia

### Album in studio
- 2020 - That's How I Feel

### Singoli
- 1997 - Rüya-ben bir daha
- 2004 - Total Disguise (feat. Viktor Lazlo)
- 2005 - Chocolate Flavour
- 2008 - I Was So Lonely (feat. Tamara Gverdtsiteli)
- 2008 - No No Never (feat. Tamara Gverdtsiteli)
- 2014 - Je m'adore
- 2016 - I Didn't Know
- 2018 - Total Disguise (feat. Helena Paparizou)
- 2019 - Say Na Na Na

## Premi e riconoscimenti
| Anno | Premio                  | Categoria                                  | Titolo  | Risultato |
| ---- | ----------------------- | ------------------------------------------ | ------- | --------- |
| 1995 | Golden Butterfly Awards | Miglior Presentatore TV maschile dell'anno | Riziko! | Vinto     |
| 1995 | Golden Butterfly Awards | Miglior Quiz Show dell'anno                | Riziko! | Vinto     |
| 1996 | Golden Butterfly Awards | Miglior Quiz Show dell'anno                | Riziko! | Vinto     |

- 1998: Fair Play Grand Prize attribuitogli dal Comitato Olimpico Nazionale Turco[52]
- 2003: FIDOF (International Federation of Festival Organizations) Annual Golden Transitional Media Ring of Friendship[53]
- 2004: Golden Key della città di Alessandria d'Egitto[53][54]